# Palm Cottage (Miami)
La Palm Cottage  es una casa histórica ubicada en Miami, Florida. La Palm Cottage se encuentra inscrita  en el Registro Nacional de Lugares Históricos desde el 4 de enero de 1989. Forma parte del Downtown Miami MRA. 

## Ubicación
La Palm Cottage se encuentra dentro del condado de Miami-Dade en las coordenadas 25°46′14″N 80°11′33″O / 25.770556, -80.1925.